# Heteroneda reticulata
Heteroneda reticulata is een kever uit de familie lieveheersbeestjes (Coccinellidae). De wetenschappelijke naam van de soort is voor het eerst gepubliceerd in 1801 door Johann Christian Fabricius als Coccinella reticulata. George Robert Crotch diskwalificeerde deze naam in 1871 als een junior homoniem van Coccinella reticulata Olivier, 1791, uit Senegal, en introduceerde het nomen novum billardieri Crotch, 1871 voor deze kever. Een paar jaar later, in 1874, richtte hij het geslacht Heteroneda in voor deze soort. Volgens sommige publicaties is de officiële naam dan ook Heteroneda billardieri (Crotch, 1871).